# Lycianthes surotatensis
Lycianthes surotatensis är en potatisväxtart som beskrevs av Howard Scott Gentry. Lycianthes surotatensis ingår i Himmelsögonsläktet som ingår i familjen potatisväxter. Inga underarter finns listade i Catalogue of Life.